# Togo telo
Tógo teló je v fiziki idealizacija končnorazsežnega trdnega telesa, pri kateri se zanemari deformacijo in privzame, da se razdalja med poljubnima izbranima točkama telesa ne spreminja, tudi če nanj delujejo zunanje sile.
Togo telo ima šest prostostnih stopenj za razliko od točkastega telesa, kjer se zanemari še njegove razsežnosti glede na njegove premike pri gibanju.